# 慶應義塾體育會剣道部
慶應義塾體育會剣道部（慶應義塾体育会剣道部、けいおうぎじゅく たいいくかい けんどうぶ）は、慶應義塾大学の剣道チームである。慶應義塾體育會、関東学生剣道連盟所属。

## 概要
明治11年に剣道会の名称で創部された日本最古の剣道部であり、日本の全ての部活動の中でも慶應柔道部に次ぐ2番目に長い歴史を持つ名門クラブとされている。橋本龍太郎元総理大臣やその息子の橋本岳衆議院議員、東京都中央区長山本泰人など政界に多数の人材を輩出している。
池井戸潤による小説「オレたちバブル入行組」並びにTBSテレビ制作のドラマ「半沢直樹」の主人公半沢直樹は当剣道部出身という設定である。
過去に団体で5度、個人で2度全国制覇を成し遂げた。
卒業生に全日本選手権を優勝した最後の会社員剣士戸田忠男がいる。

## 歴史
- 明治8-9年 - 塾生の有志が集まり招聘した紀州藩士に剣道を習う。
- 明治11年 - 三田山上に剣道場が完成。剣道部創立。
- 明治25年 - 慶應義塾体育会創立。
- 明治37年 - 剣道場が綱町に移転。
- 大正14年 - 早慶対抗剣道試合開催。
- 昭和10年 - 日吉剣道場完成。全日本大学高専剣道優勝大会優勝。
- 昭和13年 - 全日本大学高専剣道優勝大会優勝。
- 昭和14年 - 全日本大学高専剣道優勝大会二連覇。
- 昭和20年 - 終戦後、学内での武道が禁止される。
- 昭和28年 - 学内武道が解禁される。
- 昭和36年 - 全日本学生剣道優勝大会優勝。
- 昭和37年 - 卒業生の戸田忠男が全日本剣道選手権優勝。
- 昭和39年 - 戸田忠男が全日本選手権にて2度目の優勝。
- 昭和42年 - 近藤重助が全日本学生剣道選手権大会優勝。
- 昭和48年 - 全日本学生剣道優勝大会優勝。
- 昭和50年 - 町吉幸が全日本学生剣道選手権大会優勝。
- 昭和53年 - 創部100周年記念式典開催。

## 練習施設
| 日吉柔剣道場 |  | 綱町グラウンド |
| 日吉柔剣道場 |  | 綱町グラウンド |

日吉剣道場
- 神奈川県横浜市港北区日吉4丁目1-1　慶應義塾大学日吉キャンパス柔剣道場2階

綱町道場
- 東京都港区三田2丁目19-10　慶應義塾綱町グラウンド綱町武道館1階

## 歴代師範
就任年度順に記載
- 明治15年 - 梅沢清作
- 明治27年 - 根岸信五郎、根岸資信
- 明治44年 - 新貝忠篤（名誉師範）
- 大正5年 - 佐藤義遵、上田潔、橋本統陽
- 大正8年 - 鶴田三雄
- 大正9年 - 藤原又蔵
- 大正12年 - 岸川辰次
- 大正14年 - 北島辰一郎
- 昭和6年 - 持田盛二、北島辰二
- 昭和12年 - 中野八十二
- 昭和47年 - 福本修二
- 平成2年 - 佐藤博信、加藤浩二
- 平成XX年 - 谷勝彦

## 三田剣友会
卒業生はみなOB組織三田剣友会に所属し、学生を支援する。平成29年当時の会員数は1,039人。
平成29年には数千万円にも及ぶ会費の着服で元事務局長が逮捕された。

## 早慶対抗剣道試合
大正14年より行われている毎日新聞社主催の剣道試合。通称慶早戦。
両校選抜された20名による団体戦で、勝ち抜き戦と対勝負を毎年交互に行っている。
試合時間は5分引き分けなし、延長戦は時間無制限で決着がつくまで行う。平成21年の男子大将戦は試合時間1時間44分にも及ぶ激闘となった。これは非公式大会ではあるが、記録として残っている中での剣道の最長試合時間である。
昭和58年より女子7名対勝負の早慶対抗女子剣道試合も開催されるようになった。